# エクスプローラー11号
エクスプローラー11号（英: Explorer 11、S15）はアメリカ合衆国の宇宙望遠鏡。世界で初めてガンマ線望遠鏡を搭載していた。1961年4月27日、ジュノー2ロケットによって打ち上げられた。電力供給のトラブルによりミッションは終了。11月17日までデータを地球に送信した。およそ7か月の間、ガンマ線を22回、宇宙線を約2万2千回検出した。

## 装置
望遠鏡はチェレンコフ計数管とサンドウィッチシンチレーション検出器を使用した。ガンマ線の分布図を作ることが目的で、銀河核や太陽、ほかの電波雑音源に重点を置いて観測した。エクスプローラー11号によって検出されたガンマ線は、従来考えられていた量より少なかった。